# 기리시탄 다이묘
기리시탄 다이묘(キリシタン大名)는 센고쿠 시대부터 에도 시대 초기까지 기독교에 입신하여 세례를 받은 다이묘를 말한다.

## 기리시탄 다이묘 일람

### 규슈
- 오토모 요시시게(大友義鎮, 혹은 소린宗麟)
- 아리마 하루노부(有馬晴信)
- 오오무라 스미타다(大村純忠)

### 간사이
- 다카야마 우콘(高山右近)
- 고니시 유키나가(小西行長)
- 가모 우지사토(蒲生氏郷)
- 구로다 요시타카(黒田孝高)
- 츠츠이 사다츠구(筒井定次)

### 도카이
- 오다 히데노부(織田秀信)

## 같이 보기
- 고니시 유키나가
- 기리시탄
- 남만무역
- 다카야마 우콘
- 바테렌추방령
- 오토모 소린